# Käferberg
De Käferberg is samen met de Waidberg (hoogte 601 m) en het westelijk aangrenzende Hönggerberg een bergrug in de Zwitserse stad Zürich.
De top van de Käferberg ligt ongeveer 200 m boven het niveau van de Limmat.